# Дворец культуры металлургов (Усть-Каменогорск)
Дворец культуры металлургов (каз. Металлургтер мәдениет сарайы) — здание дома культуры в Усть-Каменогорске, построенное в 1951—1957 годах по проекту Леонида Маковеева. Входит в список памятников истории и культуры Казахстана республиканского значения.

## История
На месте Дворца культуры металлургов ранее генпланом города было предусмотрено здание райисполкома. Для будущего дома культуры был выбран технико-рабочий проект здания клуба на 852 места, разработанный в 1941 году архитектурно-планировочной конторой ВЦСПС (автор — архитектор Лев Мелеги). Аналогичный проект применялся при строительстве в 1947—1952 годах Дворца культуры металлургов в городе Балхаше. Внешний облик дворца и архитектурный ансамбль площади рядом с ним был разработан автором генплана Усть-Каменогорска Леонидом Маковеевым.
Строительство началось в декабре 1951 года. К началу 1952 года «Культбытстрой» закончил кладку стен двух этажей из трёх. Сдача клуба в эксплуатацию планировалась в 1954 году, но уже в 1953 году были замечены серьёзные недочёты в строительстве — отступления от проекта, несоблюдения горизонтальности кирпичной кладки, отклонение кладки стен по вертикальной оси и т. д. В результате в 1954 году произошло разрушение и обвал портала и пяти кирпичных колонн главного входа, треснула правая стена зрительного зала, дала осадку сценическая коробка. К декабрю 1954 года подготовили оснастку для литья новых колонн дворца.
В 1956 году начались работы по отделке здания. Скульптурная композиция на фронтоне была выполнена скульптором Хакимжаном Наурызбаевым. Для создания скульптуры позировали работники Усть-Каменогорского свинцово-цинкового комбината. Мозаичное панно «Праздник молодости» было создано в мастерских Академии художеств в Ленинграде по эскизу заслуженного деятеля искусств Казахской ССР Николая Цивчинского, монтажом панно руководил художник Анатолий Тимофеев. Также по проекту Цивчинского была выполнена роспись на потолке зрительного зала на тему «Родине — слава». Для оформления дворца культуры картины написали художники: народный художник Казахской ССР Абылхан Кастеев, заслуженные деятели искусств Казахской ССР Михаил Белов, Абрам Черкасский, Канафия Тельжанов и другие.
30 апреля 1957 года заказчик — Усть-Каменогорский свинцово-цинковый комбинат принял здание от треста «Алтайсвинецстрой». В тот же день во Дворце металлургов прошло первое собрание работников треста «Алтайсвинецстрой» и свинцово-цинкового комбината.